# All I Ask
"All I Ask" é uma canção da artista musical inglesa Adele gravada para o seu terceiro álbum de estúdio, 25 (2015). A música foi escrita por Adele, Bruno Mars, Philip Lawrence e Christopher Brody Brown, enquanto a produção da faixa foi feita por The Smeezingtons, um trio de compositores e produtores composto por Mars, Lawrence e Ari Levine.

## Antecedentes e composição
"All I Ask" foi escrito por Adele Adkins, Bruno Mars, Philip Lawrence e Christopher Brody Brown, enquanto a produção da faixa foi feita por The Smeezingtons, um trio de compositores e produtores composto por Mars, Lawrence e Ari Levine. Durante as sessões de Adele com Mars, a dupla tentou criar uma música uptempo; no entanto, eles criaram o "dramático" "All I Ask". A música, uma balada de piano, vê Adele se dirigindo a um amante sobre o que ela sabe que será sua última noite, processando o fim de um relacionamento no que parece ser "em câmera lenta". Bruno Mars afirmou que uma vez que "nós tocamos alguns acordes que ela gostou, nós começamos a rolar e é daí que nós tiramos essa música". A cantora também revelou que "eles lutaram por uma linha no segundo verso", devido à palavra "amantes", já que ninguém diz amantes. No entanto, Adele queria mantê-lo, Mars acabou aceitando isso e disse "esta grande palavra que faz a música maior porque ninguém diz isso".
Inspirado pelo pianista, cantor e compositor Billy Joel, "All I Ask" recria instrumentação apenas para piano e tem sido descrito como diferente do resto do pop moderno. De acordo com Gareth James da revista Clash, a canção é projetada para ser executada nas semifinais de "algum show de talentos" pelo favorito, todas as mudanças emotivas e vogais longas.